# ГТ101
ГТ101 (Газотурбовоз) — опытный советский газотурбовоз, на котором в качестве силовой установки был применён так называемый «свободно-поршневой генератора газов» (далее — СПГГ), состоящий из четырёх свободно-поршневых двигателей и одной газовой турбины. Проектировался в двухсекционном варианте, но в 1960 году на Луганском тепловозостроительном заводе была выпущена лишь опытная секция (ГТ101-001). Из-за ряда технических недостатков, а также из-за сворачивания в стране работ по газотурбовозам, ГТ101 в нормальную эксплуатацию не поступил.

## История
В 1956 г. Луганский тепловозостроительный завод на основе работ профессора А. Н. Шелеста разработал технический проект двухсекционного газотурбовоза с шестиосными секциями, оборудованного свободно-поршневыми генераторами газов, газовой турбиной и электрической передачей постоянного тока. Масса проектируемого газотурбовоза получилась равной 138 т., соответственно нагрузка от колесной пары на рельсы — 23 т. Для уменьшения нагрузки на рельсы в течение 1958—1959 гг. завод переработал проект, применив вместо электрической гидравлическую передачу. Проектный вес шестиосной секции газотурбовоза с гидравлической передачей составил 126 т. В 1960 г. по изменённому проекту была выпущена одна секция газотурбовоза, получившего обозначение серии ГТ101.
Первый опытный рейс газотурбовоз совершил в июле 1961 г., а в октябре 1961 г. демонстрировался на выставке локомотивов на Рижском вокзале в Москве. Вскоре начались его испытания, в ходе которых был выявлен ряд недостатков, и в период 1962—1965 годов над ним проводились стендовые и наладочные работы. В конце 1965 г. газотурбовоз начал совершать опытные поездки с составами, но не был передан МПС для регулярной эксплуатации, так как требовал продолжения доводочных работ.

## Конструкция
Газотурбовоз ГТ101 был первым и единственным в СССР локомотивом с разработанными под руководством А. Н. Шелеста свободно-поршневыми генераторами газа (СПГГ), что позволяло получить более высокую приемистость силовой установки. 
Изначально на газотурбовозе были установлены четыре генератора газов СПГГ-95 около боковых стенок кузова и газовой турбины в центре кузова. СПГГ были выполнены с диаметром цилиндров дизельной полости 280 мм, компрессорной полости — 750 мм и ходом поршней при номинальном режиме 2×375 мм. При 714 циклах в минуту производительность одного СПГГ составляла 8280 кг/ч, температура газов — 515 °С, давление — 4,5 кгс/см2, адиабатическая мощность — 870 л. с. Поршни СПГГ были связаны между собой синхронизирующим механизмом, использовавшимся также для установки поршней в крайние положения при воздушном пуске от баллонов. Масса одного СПГГ равнялась 5500 кг. В ходе испытаний выяснилось, что была затруднена регулировка мощности газовой турбины, работа СПГГ с малой подачей топлива и переход на режим с выключением отдельных генераторов газа. В связи они были заменены на новые СПГГ типа ОР-95, которые имели такие же диаметры цилиндров и ход поршней, как и первые СПГГ.
В качестве силовой установки была применена 5-ступенчатая газовая турбина с двусторонним отбором энергии. Она была рассчитана на мощность 3000 л. с. при частоте вращения ротора 8500 об/мин и температуре подводимого к ней газа 500—520°С, максимальная частота вращения ротора турбины была 9500 об/мин. Турбина была изготовлена Брянским машиностроительным заводом.
Вращающий момент от турбины через понижающие редукторы передается к гидромеханическим коробкам, установленным на тележках, от коробок при помощи карданных валов — к осевым редукторам, а от них через полые карданные валы, расположенные вокруг осей колесных пар, — к колесным парам. В гидромеханических коробках размещены гидротрансформаторы ГТК-ПТ, применяемые на тепловозах ТГ102. Передаточное отношение понижающего редуктора между турбиной и коробкой — 1:3,64, осевого редуктора — 1:4,31, общее передаточное отношение от турбины к движущим колесам 1:17,25. Осевые редукторы подвешены к раме тележки. Диаметр движущих колес — 1050 мм. Над каждой парой СПГГ и над вспомогательным дизелем установлены съемные холодильные камеры.
Вспомогательный дизель 1Д6 мощностью 150 л. с. служил для привода генератора переменного тока, питавшего электродвигатели насосов, вентиляторов и тормозного компрессора ВП-3/9, а также через клиноремённую передачу вентиляторов холодильника, охлаждавшего масло турбины и гидропередачи. Также на газотурбовозе были размещены две кислотные аккумуляторные батареи 6СТЭ-128 общей емкостью 256 А·ч, тормозной компрессор ВП-3/9, пусковой компрессор, пусковые баллоны и другое вспомогательное оборудование. 
Управление силовой установкой газотурбовоза осуществлялось с помощью контроллера. Контроллер имел 16 рабочих позиций, из которых на первых четырех менялось количество включенных вентилей, регулирующих подачу газа, а на остальных позициях менялось давление газа у турбины от 0 до 4,25 кгс/см2. Это производилось за счёт изменения количества подаваемого топлива в цилиндры генераторов газа. Цепи системы управления работали на постоянном токе с номинальным напряжением 75 В. 
Расчётная сила тяги газотурбовоза составляла 23000 кгс при скорости 22 км/ч, максимальная скорость — 100 км/ч, расчётный коэффициент полезного действия в диапазоне скоростей 20—40 км/ч равнялся 24—27 %.

## Литература

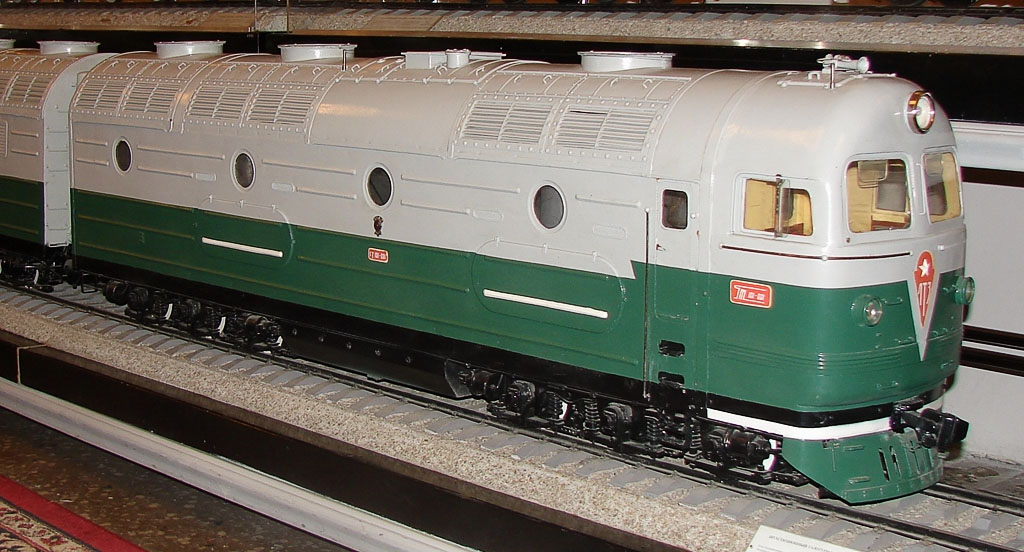
Модель газотурбовоза (в двухсекционном варианте) в Центральном железнодорожном музее России, Санкт-Петербург